# Claude Charles Delacour d'Ambézieux
Pour les articles homonymes, voir Delacour.
Claude Charles Delacour d'Ambézieux, né le 11 mars 1733 à Romans dans la province du Dauphiné et mort dans la même ville le 22 septembre 1792, est un député du tiers état aux États généraux de 1789. 

## Biographie

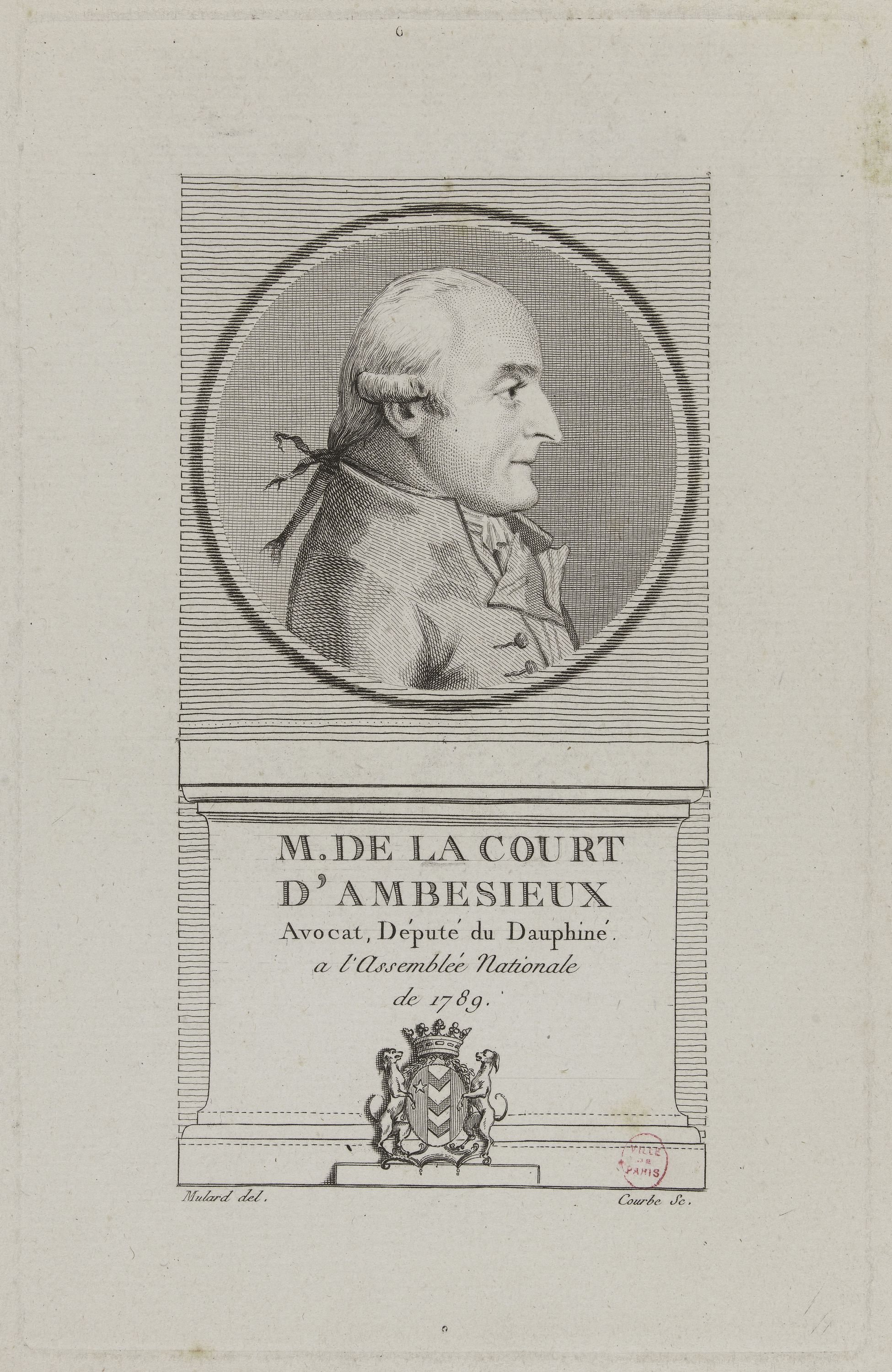
Claude Charles Delacour d'Ambézieux. Collection des portraits des deputés a l'Assemblée nationale de 1789, musée Carnavalet, Paris.

Claude Charles Delacour d'Ambézieux est né le 11 mars 1733 à Romans dans la province du Dauphiné,.
Claude Charles Delacour d'Ambézieux est avocat,.
En 1788, il assiste à la réunion des états généraux du Dauphiné à Romans. Le 2 janvier 1789,,, il est élu député du tiers état aux États généraux de 1789 pour la province de Dauphiné,,,,. Il est le deuxième député du tiers état de la province de Dauphiné, sur douze élus,.
À l'Assemblée nationale constituante, il siège dans la majorité. Le 19 juin 1789, il est élu membre du comité chargé d'élaborer le règlement de l'Assemblée. Il est secrétaire de l'Assemblée en août et en septembre 1790,,,.
Le 22 juin 1791, dans un contexte de profonde inquiétude créé par la fuite de Varennes de Louis XVI, l'Assemblée envoie en mission (pour la première fois) quinze députés, par groupe de trois, dans les départements frontaliers pour faire prêter aux troupes un serment de fidélité à la patrie et assurer l'ordre public. Claude Charles Delacour d'Ambézieux est envoyé dans l'Ain, le Doubs, le Jura et la Haute-Saône avec François Emmanuel de Toulongeon et Michel Regnaud de Saint-Jean d'Angély. 
Claude Charles Delacour d'Ambézieux siège jusqu'à la fin de la session de l'Assemblée nationale constituante le 30 septembre 1791.
Il meurt à Romans dans le département de la Drôme le 22 septembre 1792,.

## Armoiries
De gueules, au pal d'hermines, chargé de trois tourteaux de sable, accompagné en chef d'une étoile d'or.